# Kalligrafiska stilar

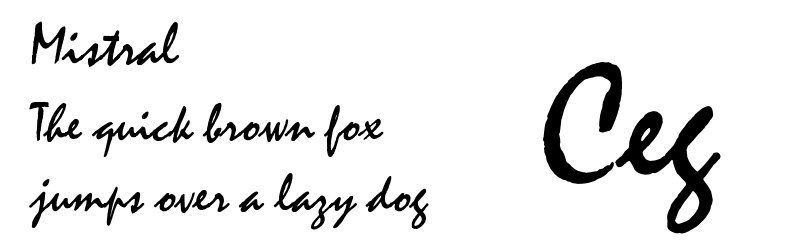
Mistral skript

Künstler skript

Kalligrafiska stilar är en gruppbenämning för stilar som inte kan hänföras till någon av de andra fem typkaraktärerna. De kalligrafiska stilarna hör samman med reklamtypografi och småaccidenser och har sin betydelse som kontraststilar.